# Procleomenes brevis
Procleomenes brevis är en skalbaggsart som beskrevs av Holzschuh 2008. Procleomenes brevis ingår i släktet Procleomenes och familjen långhorningar.
Artens utbredningsområde är Laos. Inga underarter finns listade i Catalogue of Life.